# 류희열
류희열(柳熙烈, 1947년 ~ )은 대한민국의 제4대 과학기술부 차관을 지낸 공무원이다. 본관은 전주이며, 전북특별자치도 전주시 출생이다.

## 학력
- ~ 1965년 전주고등학교
- ~ 1969년 서울대학교 지리학 학사
- ~ 1975년 서울대학교 행정대학원 행정학 석사
- ~ 1982년 서섹스 대학교 대학원 과학기술정책학 석사
- ~ 1996년 고려대학교 대학원 행정학 박사

## 경력
- 1969년 행정고시 합격
- 1994 ~ 1996 과학기술처 기술인력국장, 기술협력국장
- 1996.04 ~ 1998.03 국립중앙과학관 관장
- 2001.04 ~ 2002.07 과학기술부 차관
- 2003 ~ 2003 대통령자문 정책기획위원회 미래전략분과 과학환경위원
- 2003 정부혁신지방분권위원회 위원
- 2004 ~ 2006 한국과학기술기획평가원 원장
- 2005 산업자원부 기술이전, 사업화 정책심의회 위원
- 2006.12 ~ 2008.08 기초기술연구회 이사장